# Dommartin-Dampierre
Dommartin-Dampierre è un comune francese di 72 abitanti situato nel dipartimento della Marna nella regione del Grand Est.

## Società

### Evoluzione demografica
Abitanti censiti